# Un homme d'honneur (mini-série)
Ne doit pas être confondu avec Des hommes d'honneur ou Un homme d'honneur.
Un homme d'honneur est une mini-série française en six épisodes de 52 minutes créée par Laurent Vachaud et diffusée du 22 mars au 5 avril 2021 sur TF1. Il s'agit de l'adaptation de la série israélienne Kvodo (כבודו) créée par Shlomo Moshiah et Ron Ninio, qui a déjà connu une adaptation américaine Your Honor.

## Synopsis
Le juge Richard Altman (Kad Merad) voit sa vie basculer lorsque son fils, Lucas (Rod Paradot), commet un délit de fuite après avoir renversé un motard qu'il laisse pour mort. Richard Altman implore d'abord son fils de se dénoncer, mais il découvre que le motard renversé est le fils d'un puissant mafieux, et que Lucas serait en danger s'il se dénonçait. Prêt à tout faire pour protéger son fils, Richard Altman renie alors tous ses principes et tombe dans un engrenage infernal et entame une réelle descente aux enfers[évasif].

## Distribution
Sauf indication contraire, les informations mentionnées dans cette section peuvent être confirmées par la base de données cinématographiques Allociné,  présente dans la section « Liens externes ».

### Acteurs principaux
- Kad Merad : le juge Richard Altman
- Zabou Breitman : la commissaire Laure Constantine
- Rod Paradot : Lucas Altman
- Aure Atika : Rebecca Riva
- Eye Haïdara : Leïla Diene
- Nicolas Duvauchelle : Fred Santos
- Hélène Vincent : Hélène Berger
- Émile Berling : Simon Riva
- Manon Azem : Gabrielle Daguerre
- Michel Bompoil : Cyril Berhami
- Gérard Depardieu : Bruno Riva
- Steve Tientcheu : Driss Abidi
- Igor Skreblin : Alex
- Clémentine Poidatz : Karine Santos

### Acteurs secondaires
- Nicolas Giraud : Ludovic Lebrun
- Cédric Chevalme : Bastien Garnier
- Hedi Bouchenafa : Samir Belaïd
- Samia Sassi : Nadia Fauvel
- Héloïse Janjaud : Lou
- Aïmen Derriachi : Kévin Fauvel
- Stéphane Russel : l'avocat
- Antoine Oppenheim : le proviseur
- Pierre-Léon Luneau : le greffier
- Christophe Favre : le policier 646
- Wendy Nieto : Mila Gomez
- Mathilde Lebrequier : Anna Altman
- Kjel Bennett : Romain
- Léo Fauviau : Léo Constantine
- Bruno Flender : le veilleur de la casse
- Audrey Goulay : un policier
- Véronique Gallet : la gouvernante Ada
- Élise Cribier-Delande : la fausse témoin
- Joss Berlioux : un policier
- Ludovic Schoendoerffer : le T.I.C.[Quoi ?]
- Elsa Bouchain : l'infirmière
- Jean-Gabriel Nordmann : Étienne Rostand
- Pierre Niccolo-Sassetti : un policier
- Tariq Bettahar : le surveillant pénitentiaire
- Éliane Reyes : l'acheteuse du piano
- Romé Tillier : l'infirmier
- Vincent Haquin : le détenu
- Sheïna Boudjema : Louana Fauvel
- Béleina Win : la médecin de l'hôpital
- François Neycken : le médecin scolaire
- Jean Siuen : Paul
- Paul Gomerieux : Mathéo
- William Sciortino : le sbire
- Christophe Favre : Policier 646

## Production

### Tournage
Le tournage a lieu entre le 29 juin et le 5 octobre 2020 en Ile-de-France,, principalement à Paris, ainsi qu'à Sartrouville (scène de l'accident de Lucas, sur la route départementale 1021) et à Saint-Ouen, près de la Grande Nef de l'Île-des-Vannes (scènes de la salle de boxe de Driss Abidi).

### Fiche technique
Sauf indication contraire, les informations mentionnées dans cette section peuvent être confirmées par les bases de données cinématographiques IMDb et Allociné,  présentes dans la section « Liens externes ».
- Titre original : Un homme d'honneur
- Création : Laurent Vachaud
- Réalisation : Julius Berg
- Scénario : Léa Fazer, Mathilde Henzelin, Anthony Maugendre et Laurent Vachaud
- Musique : Erwann Kermorvant
- Casting : Stéphane Finot
- Costumes : Sandrine Bernard
- Photographie : Jean-Paul Agostini
- Montage : Jean-Daniel Fernandez-Qundez
- Production : Thierry Sorel et Lionel Uzan
- Sociétés de production : Federation Entertainment ; Be Films, SquareOne Entertainment et TF1 (coproductions)
- Société de distribution : TF1 Télévisions
- Pays d'origine :  France
- Langue originale : français
- Format : couleur
- Genres : thriller, drame
- Durée : 6 × 52 minutes
- Date de première diffusion :
  - Belgique : 18 mars 2021 sur La Une
  - France : 22 mars 2021 sur TF1

## Accueil

### Critiques
Sur Allociné, elle obtient une note moyenne de 2,3 ⁄5 pour 64 critiques des téléspectateurs.
Thomas Sotinel du journal Le Monde souligne que « c’est dans l’accumulation frénétique des péripéties, qui n’obéit à d’autre logique que la nécessité de faire avancer le récit très rapidement, en faisant fi de toute vraisemblance, psychologique, juridique ou balistique, que se trouve le plaisir un peu frelaté que l’on peut prendre à regarder Un homme d’honneur ». Quant à Marianne Levy du Télérama, elle n'est pas de cet avis, car « même l’humanité insufflée par Kad Merad ne parvient pas à ranimer les deux premiers épisodes que nous avons vus. Reformatée à la TF1, l’irrésistible promesse initiale devient un fastidieux exercice sans style ».

## Audiences
| Épisode        | Diffusion          | Diffusion      | Audience moyenne          | Audience moyenne                       | Classement des audiences | Réf.   |
| Épisode        | Jour               | Horaire        | Nombre de téléspectateurs | Part de marché (sur les 4 ans et plus) | Classement des audiences | Réf.   |
| -------------- | ------------------ | -------------- | ------------------------- | -------------------------------------- | ------------------------ | ------ |
| 1              | Lundi 22 mars 2021 | 21:05 - 22:00  | 5 455 000                 | 22,4 %                                 | 1er                      | [ 7 ]  |
| 2              | Lundi 22 mars 2021 | 22:00 - 22:55  | 4 540 000                 | 22,9 %                                 | 1er                      | [ 7 ]  |
|                |                    |                |                           |                                        |                          |        |
| 3              | Lundi 29 mars 2021 | 21:05 - 22:00  | 4 419 000                 | 17,8 %                                 | 1er                      | [ 8 ]  |
| 4              | Lundi 29 mars 2021 | 22:00 - 22:55  | 3 770 000                 | 17,6 %                                 | 1er                      | [ 8 ]  |
|                |                    |                |                           |                                        |                          |        |
| 5              | Lundi 5 avril 2021 | 21:05 - 22:00  | 4 419 000                 | 17,2 %                                 | 1er                      | [ 9 ]  |
| 6              | Lundi 5 avril 2021 | 22:00 - 22:55  | 4 100 000                 | 18,7 %                                 | 1er                      | [ 9 ]  |
|                |                    |                |                           |                                        |                          |        |
| Moyenne finale | Moyenne finale     | Moyenne finale | 4 500 000                 | 19,4 %                                 | -                        | [ 10 ] |

- Le plus haut chiffre d'audience
- Le plus bas chiffre d'audience